# Franklin (Tennessee)
Franklin is een plaats (city) in het midden van de Amerikaanse staat Tennessee, en valt bestuurlijk gezien onder Williamson County. De stad is vernoemd naar Benjamin Franklin.

## Demografie
Bij de volkstelling in 2000 werd het aantal inwoners vastgesteld op 41.842.
In 2006 is het aantal inwoners door het United States Census Bureau geschat op 55.870, een stijging van 14028 (33.5%).

## Geografie
Volgens het United States Census Bureau beslaat de plaats een oppervlakte van
78,0 km², waarvan 77,8 km² land en 0,2 km² water. Franklin ligt op ongeveer 213 m boven zeeniveau.

## Plaatsen in de nabije omgeving
De onderstaande figuur toont nabijgelegen plaatsen in een straal van 20 km rond Franklin.

## Geboren
- Bill Lee (1959), gouverneur van Tennessee
- Miley Cyrus (1992), zangeres en actrice